# Nigüelas
Nigüelas è un comune spagnolo di 1 118 abitanti situato nella comunità autonoma dell'Andalusia.